# دانييل زورين أو إس
دانييل زورين أو إس (بالروسية: Зорин, Даниил Алексеевич)‏ هو لاعب كرة قدم روسي في مركز الوسط، ولد في 22 فبراير 2004 في موسكو في روسيا. لعب مع سبارتاك موسكو.

## وصلات خارجية
- دانييل زورين أو إس على موقع قاعدة بيانات كرة القدم.إي يو (الإنجليزية)
- دانييل زورين أو إس على موقع Soccerway.com (الإنجليزية)
- دانييل زورين أو إس على موقع عالم كرة القدم.نت (الإنجليزية)